# アレクサンドリアのヘロン
アレクサンドリアのヘロン（ヘーローン・ホ・アレクサンドレウス、古希: Ἥρων ὁ Ἀλεξανδρεύς、英: Hero of Alexandria, Heron of Alexandria、紀元10年ごろ? - 70年ごろ?）は、古代ローマ属州エジプト（アエギュプトゥス）のアレクサンドリアで活動したギリシャ人工学者、数学者。より古代ギリシア語音に近い表記として、アレクサンドリアのヘーローンともする。一説にはクテシビオスの弟子（師弟関係ではなく、クテシビオスの著作からアイディアを得たとする説もある）。
蒸気の圧力を利用したさまざまな仕掛けを考案した（ただし、蒸気機関の発明には至らなかった）。主な発明に、蒸気タービンや、蒸気を使って自動で開く扉などがある。
数学では測量法の改良者として知られる。また、著書 Metrica においてヘロンの公式の証明を与えた。

## ヘロンの生没年
生没年については諸説あり、紀元前2世紀ごろとする説から、3世紀前半ごろとする説まである。クテシビオスの弟子との説が正しいとすると、紀元前2世紀後半から紀元前1世紀ごろの人物ということになる。ブリタニカ百科事典の旧版（1969年の第14版）では、著作で62年に見られた月食に言及している、として1世紀ごろの人物としていた。現在の版ではこの記述は削除されているが、少なくとも62年には生きていたとしている。

## 発明
- アイオロスの球（ヘロンの蒸気機関）の構造を記述したことで知られる。これはロケットエンジンの原型であり、記録に残る最古の蒸気機関であるともいわれる（ただし古代ローマのウィトルウィウスもまた、ヘロンより100年ほど前にその著作『建築について』の中でアイオロスの球に言及している）。いずれにせよ蒸気機関は産業革命より2000年も前に発明されたことになる。その他にも、密閉された容器を祭壇の炎によって熱し、そこから噴出する空気を用いて別の容器から水を移動させ、その水の重みでロープを引っ張って神殿の扉を開けるという発明もあった[1][2]。

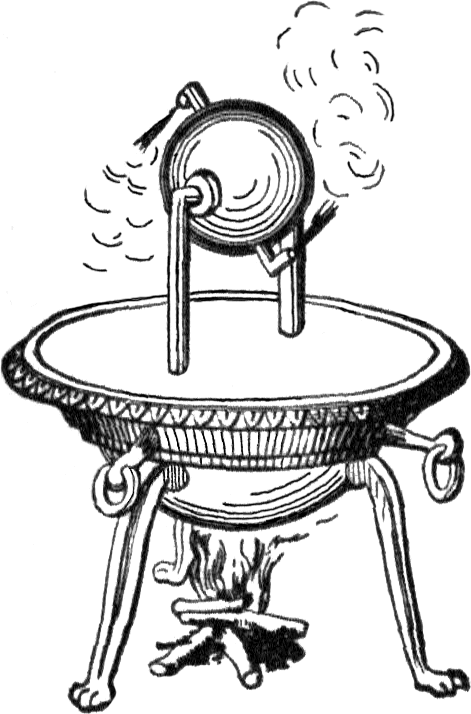
ヘロンの蒸気機関

- 世界初の自動販売機も一説にはヘロンが発明したとされる。マシンの最上部にある投入口からコインを入れると、決まった量の聖水が出てくるという物であった。著作『気体装置』（後述）で記述している。

- ヘロンの風力オルガンは世界初の風力機械とされる。また、ギリシアの劇場における様々な仕掛けも発明した。中には円柱形のギアを回転させて動く簡単な仕掛けと、ロープの結び目を用いた二進法の様なシステムを用いて、完全な機械仕掛で10分間も動き続けるような物もあった。機械的に一定の間隔で落下する金属球を用いて隠れたドラムを鳴らし、雷の音を鳴らす仕掛けもあった。

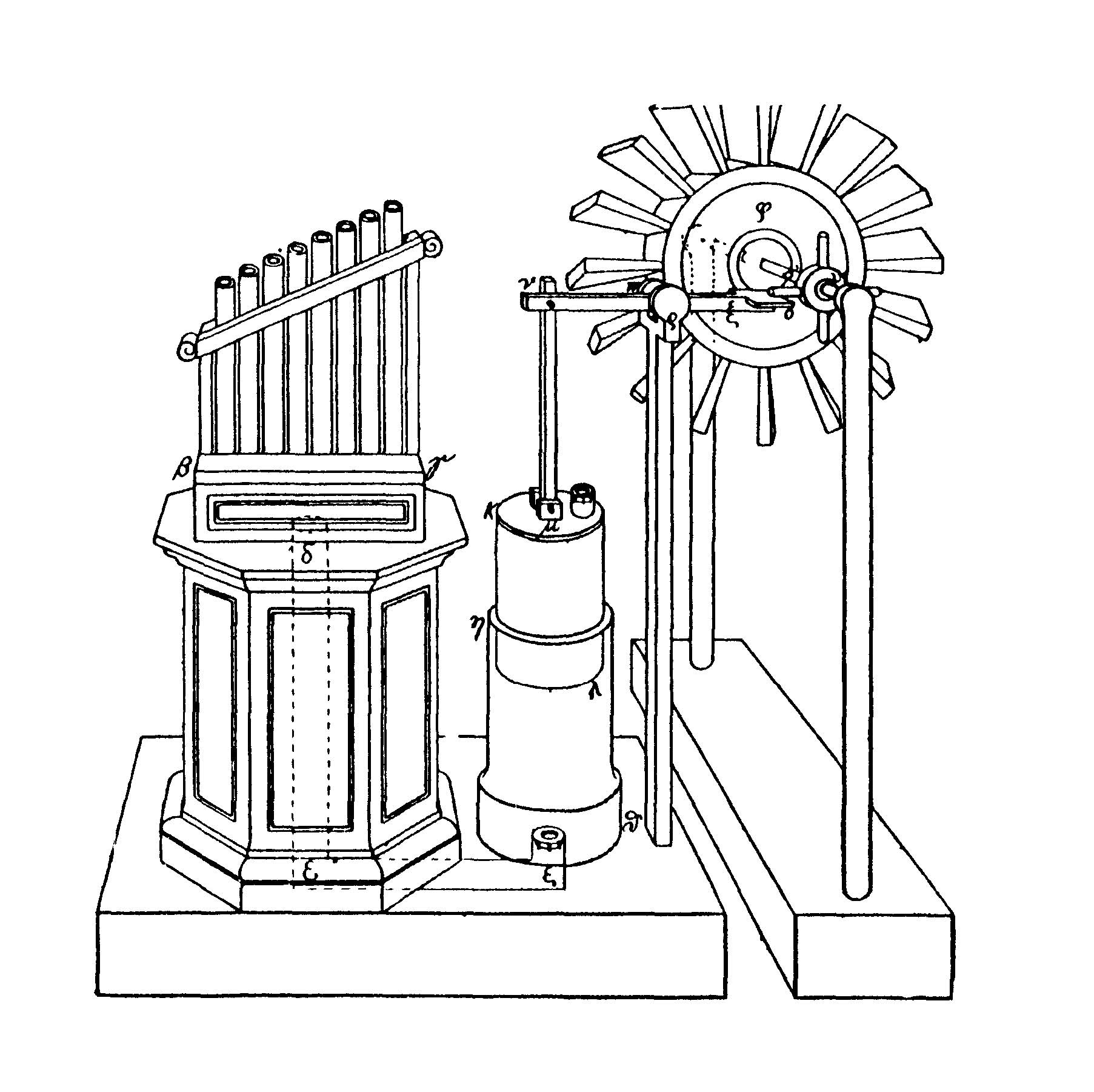
ヘロンの風力オルガン（復元図）

## 著作

### 『気体装置』
『空気力学』とも。ラテン語題は Pneumatika。本書には、紀元前215年ごろ古代エジプトの神殿に設置された聖水（いけにえの水）の自動販売機の記述図解（てこの原理を応用し、投入された5ドラクマ硬貨の重みで内部の受け皿が傾き、その傾きが元に戻るまで弁が開いて蛇口から水が出る）がある。発明者には諸説があり、ヘロンの発明とする説や、クテシビオスの発明とする説、同名の別人のヘロンの発明とする説などがある。
ラテン語の写本（1583年）が、ローマの国立図書館に収蔵されている。